# Disciplina Tour
Disciplina Tour es la quinta gira musical de la cantante argentina Lali. La gira vio las primeras presentaciones en vivo de varias canciones de su cuarto álbum de estudio Libra (2020) y de los primeros sencillos de su quinto álbum, Lali (2023), antes de su lanzamiento oficial. La gira dio inicio el 23 de junio de 2022 en Buenos Aires y finalizó el 8 de abril de 2023 en Guatemala con 38 espectáculos en total. En principio, la llevó a recorrer distintos puntos de Argentina. Posteriormente, dio paso a diferentes países de Latinoamérica, Europa y Asia. Además, la gira marcó la primera visita de la cantante a Guatemala. 
En términos generales, Disiciplina Tour recibió la aclamación de los críticos y periodistas, quienes elogiaron principalmente aspectos como la puesta en escena, las múltiples coreografías y el rendimiento de Lali en general. En marzo de 2023, Lali se convirtió en la primera mujer argentina en brindar un concierto en el Estadio Vélez Sarsfield con entradas totalmente agotadas ante más 45 mil personas. El espectáculo fue filmado profesionalmente y transmitido en directo por las plataformas de streming Star+ y Disney+, para toda Latinoamérica, España y Andorra, titulado Disciplina Tour en vivo desde Buenos Aires. El especial televisivo tuvo una audiencia de 27,9 millones de espectadores, siendo así el segundo programa más vistos por streaming en Argentina durante el mes de marzo.

## Antecedentes
La gira marca el regreso de Lali a las presentaciones en vivo después de cerrar su gira Brava Tour en Washington D. C. en noviembre de 2019. En 2020, la cantante publicó su cuarto álbum de estudio, Libra. Aunque se expresaron las intenciones de realizar una gira, no se pudo planificar una gira adecuada debido a las restricciones por la pandemia de COVID-19. A principios de 2022, luego de más de un año sin lanzar nueva música, Lali lanzó tres sencillos de forma consecutiva: «Disciplina» , «Diva» y «Como tú», y confirmó que haría una gira en algún momento de ese año, lo que aumentó la expectativa por su nuevo recorrido.
Una semana antes del anuncio oficial, Lali había publicado en sus redes sociales distintos mensajes y un clip que sembró una fuerte expectativa entre sus fanes; luego de una serie de imágenes en la que se la podía ver pintándose los labios, arreglando su pelo y bailando frente a cámara, su voz reclamaba “Atención”, letra de su canción «Disciplina», y señalaba al 4 de abril como día clave. De igual manera, durante la semana previa, las calles de la ciudad de Buenos Aires estuvieron empapeladas con afiches de la cantante junto con la foto de ella luciendo un casco metálico donde se podía leer "Atención", y la fecha mencionada.
Finalmente, Lali anunció oficialmente la fecha inicial de la gira el 4 de abril de 2022 a través de un live de Instagram frente a más de 35 mil seguidores conectados en simultáneo, con la primera fecha para Buenos Aires en el Estadio Luna Park. Tras agotar la primera fecha en minutos, se agregó una nueva para dicha ciudad al otro día que se anunció la gira. Una semana después, debido a la demanda popular anunció una tercera fecha junto con el cambio de recinto a un lugar con mayor capacidad de personas, trasladándose al Movistar Arena. En mayo de 2022 continuaron agregándose nuevas fechas para diferentes ciudades de Argentina, entre ellas, Mar del Plata, Córdoba, Mendoza, Rosario y Santa Fe. Y hacia fines del mismo mes, se dio a conocer las primeras tres fechas de la gira internacional para los países de Chile, Perú y Uruguay. Según la periodista argentina Laura Ubfal, España también figuraría en el itinerario de la gira en 2022, por dos actuaciones en Madrid y Barcelona. Poco después, la cantante publicó más información al respecto de los conciertos europeos y asiáticos. Así, se confirmaron ambas fechas para España junto con una fecha adicional para Málaga y, se anunció un espectáculo para Tel Aviv, Israel.
El 24 de agosto de 2022, horas antes de su estreno del sencillo «2 son 3», en una avant premiere exclusiva para 300 aficionados realizada en una sala de cine, Lali anunció un nuevo show en el Movistar Arena de Buenos Aires para el 3 de diciembre. Posteriormente, tras agotar en apenas unas horas la función anunciada, se añadió otra para el 4 de diciembre. Seguidamente, en septiembre se anunciaron nuevas fechas para diferentes ciudades del sur argentino. El 11 de ese mes, Lali confirmó que se presentará por primera vez en el Estadio Vélez Sarsfield el 4 de marzo de 2023.

## Desarrollo
Tres semanas antes del inicio de la gira, en una entrevista la artista aseguró: «Es un show muy potente». Asimismo comentó: «Tengo una sensación de realización muy grande. Este es el show con el que había soñado toda mi vida». Posteriormente, a dos semanas de iniciar la gira, con el fin de resistir las múltiples coreografías y rutinas de baile, Lali mostró en sus redes sociales un videoclip acelerado de su rutina de entrenamiento, donde se la pudo ver practicar combate de pie y boxeo con su entrenador, además de utilizar algunas pesas.

## Rendimiento comercial
La venta de entradas se inició el 4 de abril. Después de que los boletos estuviesen disponibles, comenzaron a venderse rápidamente. Las entradas para el espectáculo anunciado inicialmente en Buenos Aires se agotaron en menos de treinta minutos, lo que provocó la adición de un segundo concierto. Poco después volvió a ocurrir lo mismo en el espectáculo previsto a desarrollarse en el Movistar Arena, anunciado para la misma ciudad. Por otro lado, las entradas para los conciertos en varias ciudades de Argentina, entre ellas, Mendoza, Bahía Blanca, Mar del Plata, La Plata, Córdoba y Rosario tuvieron buenos resultados en la masiva venta de entradas. Tras el éxito en la venta para el concierto en Salta, se anunció de un nuevo espectáculo. Una situación similar ocurrió en las fechas en Tel Aviv y el segundo concierto anunciado para Buenos Aires, con la venta de entradas agotadas en el cuestión de minutos de estar disponible se anunció una segunda fecha para el país. Por otra parte, los conciertos de las ciudades de España, Barcelona y Madrid, también resultaron agotados. En diciembre de 2022, Los 40 informó que la gira durante el mismo año superó las 500,000 entradas vendidas.

### Récords y logros
En febrero de 2022 Lali rompió un récord de ventas de entradas en el Estadio Vélez, lo que la convirtió en la primera artista femenina en conseguir un agotar el estadio, y la segunda en realizar una presentación luego de Mercedes Sosa en 1983.
| Fechas             | País      | Recinto                 | Descripción                                                        | Ref.         |
| ------------------ | --------- | ----------------------- | ------------------------------------------------------------------ | ------------ |
| 4 de marzo de 2022 | Argentina | Estadio Vélez Sarsfield | Primer acto femenino en la historia en realizar una fecha agotada. | [ 46 ] [ 9 ] |

## Recepción crítica

#### Argentina
Desde su inicio, la gira ha recibido aclamación de la crítica. En una opinión positiva para Clarín, Marcelo Fernández Bitar describió a Lali como «una show-woman completa y por demás talentosa, un huracán capaz de brindar un show de nivel internacional, a la altura de Britney [Spears] o Madonna». Otra opinión positiva vino de Juana Giaimo de Rolling Stone Argentina, comentó que durante el desarrollo del concierto «su profesionalidad se veía en cada paso que daba y en su voz que tiene talento pero también técnica para poder seguir cantando con la misma energía incluso mientras bailaba». Martín Pérez de DiarioShow, en su análisis destacó la madurez de Lali en el escenario y elección de repertorio, así como las coreografías y banda musical en vivo. Pensamientos similares fueron publicados por Mercedes Paz del sitioweb Filo News, señaló que el aspecto más impactante del concierto fueron las coreografías, los múltiples cambios de vestuarios, las versiones inéditas de sus temas y la puesta en escena. Roció Pascual, del sitio RedBoing, dio una misma respuesta, diciendo que el espectáculo fue «una combinación de elementos que, milimétricamente calculados, le dieron vida a algo que hasta el momento no había existido en Argentina». Por otra parte, Sofía Olivera de la revista Gente, finalizó su nota afirmando que «una vez más, Lali Espósito demostró que la chica carismática y valiente [...] es una de las máximas estrellas del nuevo pop en la Argentina».
Desde el Diario Uno también realizó una reseña del espectáculo en Mendoza, Gabriel Sotelo elogió el espectáculo, escenografía y bailarines de la gira, pero criticó que «dejó gusto a poco en lo vocal». Mientras que Antonella Ramírez del periódico Los Andes en su artículo web nombró a Lali como la «reina del pop argentino». Ramírez destacó especialmente la interpretación de «Ego» y «No estoy sola», lo cual mencionó como los dos momentos más emotivos de la noche. Por otro lado, el periódico marplatense La Capital describió el paso de la gira por la ciudad como una «un show potente y vanguardista». Reseñando el espectáculo para Aire Digital, Florencia Rosa definió al concierto de Santa Fe como «un show de calidad internacional, con músicos de excelencia y bailarines que derrocharon pasos y talento en todos los ritmos», añadiendo que Lali «no paraba de sonreír ante los gritos que recibía de los presentes». Juan Manuel Pairone del diario cordobés La Voz del Interior describió el concierto como «una sorprendente puesta visual y varios cambios de vestuario y escena», y complementando la reseña señaló a «Disciplina» como «la porción más electrónica del show», comparando su actuación a la altura de Beyoncé o Lady Gaga. Daniela Barreiro del periódico El Ciudadano, revisó el espectáculo en Rosario y felicitó el espectáculo y la interacción de Lali con el público. También elogió el apoyo y visibilización de la cantante para con el colectivo de "Varones trans no binaries" de Santa Fe. Para el diario La Gaceta también realizó una reseña, Nicolás Sánchez Picón elogió el espectáculo y el repertorio, especialmente durante «Diva», asegurando que: «lo que Lali hace recuerda a las grandes ídolas del pop». El diario El Puntual reseñó el concierto en Río Cuarto diciendo que Lali «entregó un show de alto voltaje con sensuales coreografías y una puesta de pantallas, luces y sonido de nivel internacional».

#### Latinoamérica
Belén Fourment para la edición uruguaya de El País revisó el espectáculo en Montevideo. Describió a Lali como «una bestia pop de dimensión insólitas», y comentó que «ser la mejor artista pop de la región hoy tiene su costo, y ella [Lali] lo paga con una entrega absoluta que la exhibe como una figura integral indiscutible». De igual forma, Carla Colman de El Observador definió a la cantante como «una de las artistas más representativas de una generación que empuja los límites». Carolina Rodríguez para el sitioweb Soho Kulture destacó la producción, las coreografías y los cambios de vestuario, y sostuvo que «Lali tiene una complexión física pequeña, pero en el escenario se hace gigante».
Tras su paso por Chile, Scarleth Nuñez de Agenda Pop elogió el acto de apertura de Vesta Lugg y afirmó «Lali muestra que puede bailar tan bien como canta», aunque señaló como «el único problema con su show, [...] es el espacio que deja entre canciones, donde simplemente desaparece y no ocurre nada en el escenario».

#### Europa y Asia
Mario Caridad Sánchez de Los 40 reseñó un concierto en Madrid y lo describió como «una auténtica fiesta electro-pop que superó todas las expectativas», y además añadió que «desde los primeros segundos demostró una entrega y una emoción que acompañarían a la cantante a lo largo del resto de la noche». Borja Arana de La casa de música escribió que el espectáculo «‘Disciplina Tour’ te invita a la entrega total, es pura energía. La sensualidad de la música en este tour es uno de los grandes pilares. No busca la sexualización si no que es una cuestión más enérgica». En cuanto al primer concierto de Tel Aviv, Nofer Roten del sitio web israelí Frigo comentó que: «Lali brindó una actuación invertida y enérgica».

## Emisión en directo
La plataforma de streaming Star+ grabó y transmitió en vivo el concierto del 4 de marzo de 2023 desde el Estado Vélez Sarsfield en Buenos Aires (Argentina), ante un público aproximado de 45 000 personas, para todos los países de América Latina, mientras que para España y Andorra estuvo disponible desde de Disney+. Titulado Disciplina Tour en vivo desde Buenos Aires, la transmisión formó parte del ciclo “Star+ Live″ de la misma plataforma, y permitió que los suscriptores tenga un acceso exclusivo a la previa del concierto con una cobertura en el estadio y una entrevista realizada por el periodista argentino Bebe Contepomi. Por otro lado, la producción y emisión del espectáculo estuvo a cargo de El Bajo Producciones. Asimismo, el evento tuvo disponible tan sólo 30 días después del show, y luego fue quitado de la grilla de la plataforma. Tras su estreno, tuvo una audiencia de 27,9 millones de espectadores y 38,5 millones menciones a través de las redes sociales, siendo así el segundo programa más vistos por streaming en Argentina, correspondientes a marzo de 2023, según informó Kantar IBOPE Media.
Recepción crítica
Tras dar un completo repaso del concierto, Milagros Amondaray de La Nación la calificó de «monumental». Al final de su discurso, Amondaray escribió: «Mientras se veían constantes fuegos, el abrazo de colegas, esas coreografías destinadas a extasiar [y] un vestuario que se paseaba por varios modos, podía suceder que las 45 000 personas que estaban allí se distrajeran fácilmente con lo que rodeaba a la estrella de la noche. Pero es difícil distraerse cuando Lali interpreta, baila, siente y demuestra que no es necesario comprarle ningún brishito. Ya nació con varios de sobra». En un tono similar, Lucas Terrazas de Infobae, dio una crítica positiva al evento luego de expresar que Lali «brilló en el escenario» y calificar la noche de «histórica» e «inolvidable». Billboard Argentina destacó los atuendos cambiantes y deslumbrantes de Lali, como así también la energía y la emoción que se podía sentir en el estadio cuando interpretó algunas de sus baladas más populares en el escenario B. En su reseña para Página/12, Martín Olavarría calificó el espectáculo de «electrizante» y señaló que la puesta en escena se asemejaba a los escenarios industriales de películas clásicas como Metrópolis (1927) y Tiempos modernos (1936). Finalmente, llamó a Lali la «verdadera reina del pop argentino». También para Página 12, Camila Caamaño escribió que el programa se parecía al MTV Unplugged de Shakira debido a los bailarines, la banda en vivo, los atuendos de cuero y el cabello teñido de rojo, y eligió las habilidades de baile de Lali como punto culminante del programa. En su crítica positiva para Clarín, Nicolás López escribió que con su libertad y confianza en el escenario, Lali mostró lo que realmente es: «La diva más grande del pop argentino». Tras llamarla «divertida, enérgica y experta», Mercedes Paz de Filo News expresó que Lali se presentó en uno de sus momentos más importantes con una aparente facilidad y efectividad con la que hace que ser la artista pop contemporánea más importante de su generación parezca tarea sencilla.
Premios y nominaciones
| Año  | Premiación   | Categoría            | Resultado | Ref.   |
| ---- | ------------ | -------------------- | --------- | ------ |
| 2023 | Produ Awards | Mejor evento en vivo | Nominado  | [ 75 ] |

## Repertorio
| Disciplina Tour                                                                                            |
| --- |
| La siguiente lista de canciones corresponde al concierto realizado el 23 de junio de 2022 en Buenos Aires. |

1. «Eclipse»
2. «Asesina»
3. «Tu novia»
4. «Fascinada»
5. «Somos amantes»
6. «Bailo pa mi»
7. «Diva»
8. «Histeria»
9. «Irresistible»
10. «Soy»
11. «Ego»
12. «Lo que tengo yo»
13. «Ladrón»
14. «Como así»
15. «Una na»
16. «No puedo olvidarte»
17. «Sin querer queriendo»
18. «Caliente»
19. «Del otro lado»
20. «No estoy sola»
21. «Enredaos»
22. «Disciplina»
23. «Mil años luz»
24. «100 grados»
25. «Único»
26. «A bailar»
27. «N5»
28. «Como tú»
29. «Reina»
30. «Laligera»
31. «Boomerang»

Artistas invitados
- Durante los primeros conciertos en Buenos Aires, Lali estuvo acompañada en el escenario por Mau & Ricky interpretando «Sin querer queriendo» y «No puedo olvidarte».[76][77]
- Durante todos los conciertos en Buenos Aires, el grupo Malevo se unió a Lali para realizar una coreografía en «Como tú».[7]
- Durante el primer concierto en Movistar Arena de Buenos Aires, Lali interpretó junto a la cantante Cazzu la canción «Ladrón».[78]
- Durante el concierto del Estadio Vélez Sarsfield, Lali estuvo acompañada del dúo Miranda! cantando la nueva versión de «Yo te diré», y luego junto a Rels B interpretando «Cómo dormiste?».[79]

Notas
- Durante el tercer concierto en Buenos Aires, Lali interpretó «2 son 3» por primera vez en la gira; siendo añadida posteriormente al repertorio.[78]
- Durante el cuarto concierto en Buenos Aires, la cantante interpretó «Motiveishon» por primera vez en la gira, luego agregada al repertorio de la gira.
- Durante el concierto del Estadio Vélez Sarsfield, cantó por primera vez en el tour «Cómprame un brishito».

## Fechas
| Fecha                      | Ciudad                   | País                     | Lugar                           | Telonero(s)              | Asistencia               |
| América Latina - Etapa I   | América Latina - Etapa I | América Latina - Etapa I | América Latina - Etapa I        | América Latina - Etapa I | América Latina - Etapa I |
| -------------------------- | ------------------------ | ------------------------ | ------------------------------- | ------------------------ | ------------------------ |
| 23 de junio de 2022        | Buenos Aires             | Argentina                | Estadio Luna Park               | Fiesta Bresh             | 9 290 / 9 290 (100%)     |
| 24 de junio de 2022        | Buenos Aires             | Argentina                | Estadio Luna Park               | Fiesta Bresh             | 9 290 / 9 290 (100%)     |
| 9 de julio de 2022         | Mendoza                  | Argentina                | Estadio Arena Maipú             | N/A                      | 5 000 / 5 000 (100%)     |
| 10 de julio de 2022        | San Luis                 | Argentina                | Anfiteatro "La Pedrera"         | N/A                      | 4 000 / 5 000 (80%)      |
| 15 de julio de 2022        | Bahía Blanca             | Argentina                | Club Estudiantes                | N/A                      | 5 000 / 5 000 (100%)     |
| 16 de julio de 2022        | Mar del Plata            | Argentina                | Estadio Once Unidos             | N/A                      | 2 700 / 2 700 (100%)     |
| 17 de julio de 2022        | La Plata                 | Argentina                | Club Atenas                     | Luana Figueredo          | 3 000 / 3 000 (100%)     |
| 22 de julio de 2022        | Santa Fe                 | Argentina                | Estación Belgrano               | Luana Figueredo          | Sin datos                |
| 30 de julio de 2022        | Córdoba                  | Argentina                | Plaza de la música              | Luana Figueredo          | 6 100 / 6 100 (100%)     |
| 31 de julio de 2022        | Rosario                  | Argentina                | Metropolitano                   | Lucas Boschiero          | 8 500 / 8 500 (100%)     |
| 4 de agosto de 2022        | Salta                    | Argentina                | Teatro provincial               | N/A                      | 1 520 / 1 520 (100%)     |
| 5 de agosto de 2022        | Salta                    | Argentina                | Teatro provincial               | N/A                      | 1 520 / 1 520 (100%)     |
| 6 de agosto de 2022        | Tucumán                  | Argentina                | Estadio Central Córdoba         | Salustiano Zavalía       | 4000 / 6 000 (33%)       |
| 13 de agosto de 2022       | Montevideo               | Uruguay                  | Antel Arena                     | N/A                      | 15 000 / 15 000 (100%)   |
| 18 de agosto de 2022       | Santiago de Chile        | Chile                    | Teatro Caupolicán               | Vesta Lugg               | Sin datos                |
| 20 de agosto de 2022       | Río Cuarto               | Argentina                | Costanera Opus                  | N/A                      | Sin datos                |
| 27 de agosto de 2022       | Buenos Aires             | Argentina                | Movistar Arena                  | Fiesta Bresh             | 15 000 / 15 000 (100%)   |
| 9 de septiembre de 2022    | Laguna Blanca            | Argentina                | Polideportivo municipal "Evita" | N/A                      | 80 000                   |
| Europa y Asia - Etapa II   |                          |                          |                                 |                          |                          |
| 22 de septiembre de 2022   | Madrid                   | España                   | La Riviera                      | Fiesta Bresh             | 2 500 / 2 500 (100%)     |
| 24 de septiembre de 2022   | Málaga                   | España                   | París 15                        | Fiesta Bresh             | Sin datos                |
| 25 de septiembre de 2022   | Barcelona                | España                   | Razzmatazz                      | Fiesta Bresh             | 2 000 / 2 000 (100%)     |
| 28 de septiembre de 2022   | Tel Aviv                 | Israel                   | Kav Rakia                       | Shahar Tavoch            | 1 728 / 1 728 (100%)     |
| 29 de septiembre de 2022   | Tel Aviv                 | Israel                   | Kav Rakia                       | Shahar Tavoch            | 1 728 / 1 728 (100%)     |
| América Latina - Etapa III |                          |                          |                                 |                          |                          |
| 6 de noviembre de 2022     | Neuquén                  | Argentina                | Estadio Ruca Che                | N/A                      | 8 000 / 8 000 (100%)     |
| 8 de noviembre de 2022     | Trelew                   | Argentina                | Gimnasio Municipal              | N/A                      | 5 000 / 5 000 (100%)     |
| 12 de noviembre de 2022    | Lomas de Zamora          | Argentina                | Parque Eva Perón                | The FAM                  | 30 000                   |
| 19 de noviembre de 2022    | Corrientes               | Argentina                | Anfiteatro Cocomarola           | N/A                      | Sin datos                |
| 3 de diciembre de 2022     | Buenos Aires             | Argentina                | Movistar Arena                  | N/A                      | 15 000 / 15 000 (100%)   |
| 4 de diciembre de 2022     | Buenos Aires             | Argentina                | Movistar Arena                  | N/A                      | 15 000 / 15 000 (100%)   |
| América Latina - Etapa IV  |                          |                          |                                 |                          |                          |
| 9 de febrero de 2023       | La Rioja                 | Argentina                | Autódromo Ciudad de La Rioja    | N/A                      | 10 000                   |
| 12 de febrero de 2023      | Villa María              | Argentina                | Anfiteatro Municipal            | N/A                      | 12 000                   |
| 15 de febrero de 2023      | Neuquén                  | Argentina                | Parque Natural Isla 132         | N/A                      | 270 000                  |
| 18 de febrero de 2023      | El Calafate              | Argentina                | Anfiteatro del Bosque           | N/A                      | 25 000                   |
| 24 de febrero de 2023      | San Juan                 | Argentina                | Complejo Ferial Costanera       | N/A                      | 230 000                  |
| 4 de marzo de 2023         | Buenos Aires             | Argentina                | Estadio Vélez Sarsfield         | N/A                      | 50 000 / 50 000 (100%)   |
| 6 de marzo de 2023         | Mendoza                  | Argentina                | Teatro Griego Frank Romero Day  | N/A                      | 20 000                   |
| 19 de marzo de 2023        | Montevideo               | Uruguay                  | Rambla Wilson                   | N/A                      | 60 000                   |
| 8 de abril de 2023         | Escuintla                | Guatemala                | Puerto San José                 | N/A                      | —                        |

### Cancelados
| Fecha                 | Ciudad        | País      | Lugar                      | Motivo                                                                         |
| --------------------- | ------------- | --------- | -------------------------- | ------------------------------------------------------------------------------ |
| 28 de octubre de 2022 | Caleta Olivia | Argentina | Complejo Ingeniero Knudsen | Desconocido.                                                                   |
| 5 de abril de 2023    | Lima          | Perú      | Arena Perú                 | Debido a la clausura del recinto principal y la falta de recintos disponibles. |

## Créditos y personal
| Espectáculo - Creado por - Lali Espósito - Producción general - Majo Riera - Mánager - Pepo Ferradas - Management - Gabriela Díaz Banda - Voz principal - Lali Espósito - Batería - Martina Fontana - Teclados - Federico Penzoti - Guitarra - Kahil Ferraris - Percusión - Carlos Salas - Bajo - Rocío Ali - Coros - Abril Olivera, Vanina De Vito, y Martín Galán Coreógrafos y artistas intérpretes o ejecutantes - Coreógrafos - Denise Montel de la Roche - Bailarines - Denise Montel de la Roche, Martina Santamaria, Violeta Rallis, Magdalena del Río, Julieta Failace, Priscila Echeverría, Ezequiel Suárez, Nicolás Sartoni, Juan Gabriel Núñez, y Tomás López - Bailarines invitado - Tian Aviardi Departamento de vestuario - Estilista - Maru Venancio - Realización de vestuario - Maru Venancio, Justo Ocampo, Vero de la Canal, y Luciano Marra - Makeup de banda y bailarines - Anita Espósito, Karina Loggia, Paula De Santis, Enzo Haro, y Mauro Brito - Peluquería de banda y bailarines - Anita Espósito, Karina Loggia, Paula De Santis, Enzo Haro, y Mauro Brito | El personal de Lali - Estilismo - Maru Venancio - Maquillador para Lali - Juan Cativa - Diseño de vestuario - Maru Venancio, y Romina Lanzillota - Intervención de vestuario de Lali - Gabriella Capucci - Asistente personal de Lali - Adela Vedoya Producción - Dirección vocal - Vir Módica - Asistente dirección vocal - María Belén Di Iorio - Operador de luces - Joaquín Boerr - Operador de sonido - Matías Martínez - Operador de monitores - Nacho Elustondo - Operador de video - Diego Rozek - Operador de autotune - Renzo García - Stage Mánager - Mario Samper - Stage - Fernando Carabajal - Asistente de producción - Paulina Veltrano, Gonzalo Ferrando, y Valentín Ferrando - Dirección de contenido - Lautaro Espósito - Diseño de visuales - Diego Rozek - Diseño y programación de luces - Gou Estudio - Set Desing - Horacio Ferrando |

Referencia: